# Parijs-Camembert 2016
De 77e editie van de wielerwedstrijd Parijs-Camembert vond plaats op 3 april 2016. De 95 deelnemers startten in Pont-Audemer en finishten 205 kilometer later in Vimoutiers. De wedstrijd maakte deel uit van de UCI Europe Tour, met de categorie 1.1. De Fransman Cyril Gautier won, voor zijn landgenoten Anthony Delaplace en Romain Feillu.

## Uitslag
| Plaats  | Naam                 | Ploeg                         | Tijd     |
| ------- | -------------------- | ----------------------------- | -------- |
| Winnaar | Cyril Gautier        | AG2R La Mondiale              | 5u16'33" |
| 2       | Anthony Delaplace    | Fortuneo-Vital Concept        | z.t.     |
| 3       | Romain Feillu        | HP BTP-Auber 93               | z.t.     |
| 4       | Samuel Dumoulin      | AG2R La Mondiale              | z.t.     |
| 5       | Baptiste Planckaert  | Wallonie-Bruxelles            | z.t.     |
| 6       | Daniele Ratto        | Androni Giocattoli-Sidermec   | z.t.     |
| 7       | Leonardo Duque       | Delko Marseille Provence KTM  | z.t.     |
| 8       | Loïc Chetout         | Cofidis                       | z.t.     |
| 9       | Quentin Pacher       | Delko Marseille Provence KTM  | z.t.     |
| 10      | César Bihel          | HP BTP-Auber 93               | z.t.     |
| 11      | Bryan Coquard        | Direct Energie                | z.t.     |
| 12      | Samuel Spokes        | Drapac                        | z.t.     |
| 13      | Julien El Fares      | Delko Marseille Provence KTM  | z.t.     |
| 14      | Thibault Ferasse     | Armée de Terre                | z.t.     |
| 15      | Julien Bérard        | AG2R La Mondiale              | z.t.     |
| 16      | Jimmy Raibaud        | Armée de Terre                | z.t.     |
| 17      | Sébastien Chavanel   | FDJ                           | z.t.     |
| 18      | Chris Anker Sørensen | Fortuneo-Vital Concept        | z.t.     |
| 19      | David Menut          | HP BTP-Auber 93               | z.t.     |
| 20      | Adrián González      | Euskadi Basque Country-Murias | z.t.     |
|         |                      |                               |          |
| 64      | Peter Koning         | Drapac                        | + 9'45"  |

1946 · 1947 · 1948 · 1949 · 1950 · 1951 · 1952 · 1953 · 1954 · 1955 · 1956 · 1957 · 1958 · 1959 · 1960 · 1961 · 1962 · 1963 · 1964 · 1965 · 1966 · 1967 · 1968 · 1969 · 1970 · 1971 · 1972 · 1973 · 1974 · 1975 · 1976 · 1977 · 1978 · 1979 · 1980 · 1981 · 1982 · 1983 · 1984 · 1985 · 1986 · 1987 · 1988 · 1989 · 1990 · 1991 · 1992 · 1993 · 1994 · 1995 · 1996 · 1997 · 1998 · 1999 · 2001 · 2002 · 2003 · 2004 · 2005 · 2006 · 2007 · 2008 · 2009 · 2010 · 2011 · 2012 · 2013 · 2014 · 2015 · 2016 · 2017 · 2018 · 2019 · 2020 · 2021 · 2022 · 2023 · 2024 · 2025